# Wielersport op de Olympische Zomerspelen 2024 – Koppelkoers mannen
De koppelkoers voor mannen op de Olympische Zomerspelen 2024 vond plaats op 10 augustus in de Vélodrome de Saint-Quentin-en-Yvelines. De Portugezen Iúri Leitão en Rui Oliveira wonnen deze vijfde editie van de koppelkoers op de Olympische Zomerspelen. De deelnemende Nederlanders Yoeri Havik en Jan-Willem van Schip werden na de wedstrijd gediskwalificeerd wegens een schouderduw tijdens de wedstrijd van van Schip.

## Resultaten
| rang   | naam                                    | land             | punten |
| ------ | --------------------------------------- | ---------------- | ------ |
| Goud   | Iúri Leitão Rui Oliveira                | Portugal         | 55     |
| Zilver | Simone Consonni Elia Viviani            | Italië           | 47     |
| Brons  | Niklas Larsen Michael Mørkøv            | Denemarken       | 41     |
| 4      | Aaron Gate Campbell Stewart             | Nieuw-Zeeland    | 33     |
| 5      | Shunsuke Imamura Kazushige Kuboki       | Japan            | 32     |
| 6      | Roger Kluge Theo Reinhardt              | Duitsland        | 23     |
| 7      | Denis Rugovac Jan Voneš                 | Tsjechië         | 12     |
| 8      | Sebastián Mora Albert Torres            | Spanje           | -5     |
| 9      | Oliver Wood Mark Stewart                | Groot-Brittannië | -9     |
| 10     | Lindsay De Vylder Fabio Van den Bossche | België           | -11    |
| 11     | Thomas Boudat Benjamin Thomas           | Frankrijk        | -18    |
| 12     | Sam Welsford Kelland O'Brien            | Australië        | -49    |
| 13     | Mathias Guillemette Michael Foley       | Canada           | DNF    |
| 14     | Raphael Kokas Maximilian Schmidbauer    | Oostenrijk       | DNF    |
| 15     | Yoeri Havik Jan-Willem van Schip        | Nederland        | DSQ    |

2000: Brett Aitken & Scott McGrory ·
2004: Stuart O'Grady & Graeme Brown ·
2008: Juan Curuchet & Walter Pérez ·
2020: Lasse Norman Hansen & Michael Mørkøv ·
2024: Iúri Leitão & Rui Oliveira